# Centre d'Art Cal Massó de Reus
El Centre d'Art Cal Massó de Reus és un centre d'art que es troba al carrer de Pròsper de Bofarull, núm. 7 de Reus. És gestionat per l'Institut Municipal de Museus de Reus, junt amb el Centre de la Imatge Mas Iglesias, el Museu d'Art i Història de Reus i el Museu d'Arqueologia Salvador Vilaseca. El 2013 es va fer públic la intenció de licitar-ho de manera anual a una iniciativa privada. Va estar uns anys dirigit per gestors culturals privats, i l'any 2016 l'Ajuntament de Reus s'en va tornar a fer càrrec amb una programació que contempla la creació local, per ser un lloc de reunió d'artistes i de programadors, i s'usa sobretot durant la Fira del Circ i el Festival Trapezi.

## Edifici
El Centre d'art ocupa una antiga fàbrica de licors, la Destil·leria de Licors Massó, noucentista, construïda el 1920 per Josep Massó Sendrós (Reus 1877-1961), que havia fundat la seva empresa el 1910, dissenyada per l'arquitecte Pere Caselles i signada, com en molts altres casos, per l'arquitecte tarragoní Pau Monguió i Segura, ja que Pere Caselles era arquitecte municipal de Reus. L'any 2003 es va arribar a un primer acord amb Josep Massó Vidal, fill de Josep Massó Sendrós per cedir en lloguer a l'Ajuntament la nau annexa a la fàbrica de licors. Al poc temps, es va signar un contracte que lligava tant l'Ajuntament, a través l'Institut Municipal de Museus, com a la propietat per tal de convertir-lo en centre d'art públic. La mort accidental de Josep Massó Vidal a finals de l'any 2004 va propiciar una permuta amb els seus hereus que va permetre a la ciutat de comprar la propietat de la finca i iniciar-ne la rehabilitació.

### Descripció
És un edifici industrial aïllat, de planta baixa i de forma rectangular, que ocupa tota una illa de cases. Les façanes, planes i simètriques a l'eix central del carrer, són d'aplacat de pedra polida i rústega, i els interiors d'obra vista. Els interiors són molt espaiosos, gràcies a l'alçada dels sostres i als revoltons de volta catalana dels sostres. És una franja contínua situada al llarg del carrer, aixamfranada pels cantons. Presenta una portalada central d'arc escarser i clau de volta amb inicials. Hi ha també dues portalades laterals similars, quatre finestrals, dos a dos a cada costat de la porta principal subdividides per brancals de pedra. Tot l'edifici està modulat per vuit pilastres planes amb doble cornisa. Presenta una franja de paredat i cornisa d'obra vista. Hi ha poca ornamentació. Als xamfrans hi ha similar composició amb dues arcades cegades. Hi ha presència de carreus a la façana, reixes de ferro i fusteria de fusta. La maçoneria exterior és de pedra engaltada o de paredat simple, segons la façana doni a un carrer o altre. Les portes d'accés s'alternen amb les finestres i la pedra clara amb la fosca. Hi ha uns cercles de pedra com a elements decoratius a la part superior de la façana, junt a la cornisa, i carreus en forma de punta de diamant.

### Rehabilitació
Les obres de rehabilitació de l'espai es van iniciar el 2005 i es van finalitzar el 2007. La segona ampliació duta a terme entre 2007 i 2009 pels arquitectes reusencs David Tàpias i Núria Salvadó, es va finançar amb el fons estatal d'inversió local, on es va ampliar la zona d'administració, el magatzem i un pati. També es va incorporar fibra òptica que va permetre connectar el centre a l'Anella Cultural, que uneix el CCCB i altres centres culturals.

## Història
L'edifici reformat es va inaugurar el maig de 2007. El 2009 va tancar les portes per a dur a terme una ampliació, passant de 330 metres quadrats als gairebé 1000 que té en l'actualitat. Va tornar a obrir les portes el 10 de març de 2010.
El 2013 l'Ajuntament de Reus va fer públic que licitaria el centre, confiant a garantir una programació de qualitat al centre gràcies a la col·laboració de la iniciativa pública i privada.